# Congreso Nacional del Ecuador
El Honorable Congreso Nacional de la República del Ecuador fue el organismo legislativo unicameral de la República del Ecuador. En sus últimos días, compuesto de 100 diputados que representaban a las 22 provincias del país en ese entonces y eran elegidos cada 4 años.
Inicia sus funciones en 1984, cuando mediante enmienda la entonces Cámara Nacional de Representantes es cambiada por este organismo. Dominada inicialmente por la Izquierda Democrática, como primera fuerza política, y luego por el Partido Social Cristiano; durante sus sesiones ocurrieron enfrentamientos violentos entre las distintas bancadas a la vez llegó a participar en la caída de Abdalá Bucaram y Lucio Gutiérrez.
Fue cesado en sus funciones por la Asamblea Constituyente de 2007, la cual asumió plenos poderes y estuvo a cargo de la Función Legislativa en el país mientras elaboraba la nueva constitución. La actual Constitución del Ecuador demanda que la función legislativa sea ejercida por un nuevo organismo llamado Asamblea Nacional de Ecuador.

## Historia

### Antecedentes
Desde la fundación del Estado Independiente Ecuatoriano en 1830, el organismo legislativo del país había tenido el nombre de Congreso Nacional, siendo primero unicameral y luego bicameral. El organismo sería disuelto finalmente tras la dictadura y posterior caída de José María Velasco Ibarra y la instauración de Guillermo Rodríguez Lara como dictador. 
En 1977, el Consejo Supremo de Gobierno constituye la Comisión de Reestructuración Jurídica del Estado, presidida por Carlos Cueva Tamariz, que crearía la Constitución de 1979 que acabaría con el modelo bicameral dejaría a la Cámara Nacional de Representantes como el único órgano legislativo del país. Con la llegada de Jaime Roldós Aguilera al poder, esta inicia sesiones. El organismo finalmente decide mediante una enmienda renombrar como Congreso Nacional algo que se hace efectivo con la llegada de León Febres-Cordero.

### Disputa con el régimen de León Febres Cordero

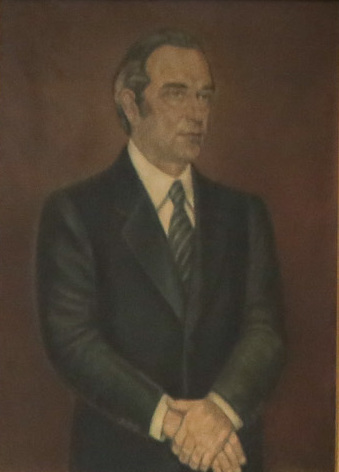
Raúl Baca Carbo, presidente del Congreso entre 1984 y 1985

El 10 de agosto de 1984, León Febres Cordero asumió la presidencia del país, pero su rival político Rodrigo Borja Cevallos y su partido, Izquierda Democrática, habían obtenido la mayoría simple del Congreso mientras los socialcristianos llegaban a 9 escaños. La ID junto con Democracia Popular (DP), el Partido Demócrata (PD), el Frente Amplio de Izquierda (FADI), el Movimiento Popular Democrático (MPD), el Partido Socialista (PSE) y el Partido Roldosista (PRE) forman el Bloque Parlamentario Progresista contra el régimen de derecha de Febres-Cordero y ponen como presidente del legislativo al socialdemócrata Raúl Baca Carbo. Inicia así una pugna de poderes donde el gobierno del Partido Social Cristiano solo llegó a 22 proyectos de ley de los 80 que había presentado el ejecutivo a la cámara, con trámites que llegaban a durar desde 15 hasta 244 días, además de que el gobierno recibió 64 amenazas de juicio político, de las cuales 6 se harían efectivas, siendo uno de estos el juicio a Alberto Dahik por el cual dejó el Ministerio de Economía a pesar de su defensa donde según los medios demostró su tono "fluido, analítico y firme".
Tras las elecciones legislativas de 1986, la bancada oficialista aumentaría en fuerza pero igualmente sus rivales mantendrían la influencia legislativa, aunque anteriormente los socialcristianos junto con el Frente Radical Alfarista (FRA) y la Concentración de Fuerzas Populares (CFP) lograron formar una alianza para conformar el Tribunal Supremo Electoral, algo que también habría permitido a Averroes Bucaram tomar la presidencia del parlamento.

### El Gobierno de Izquierda Democrática y el fin de su mayoría

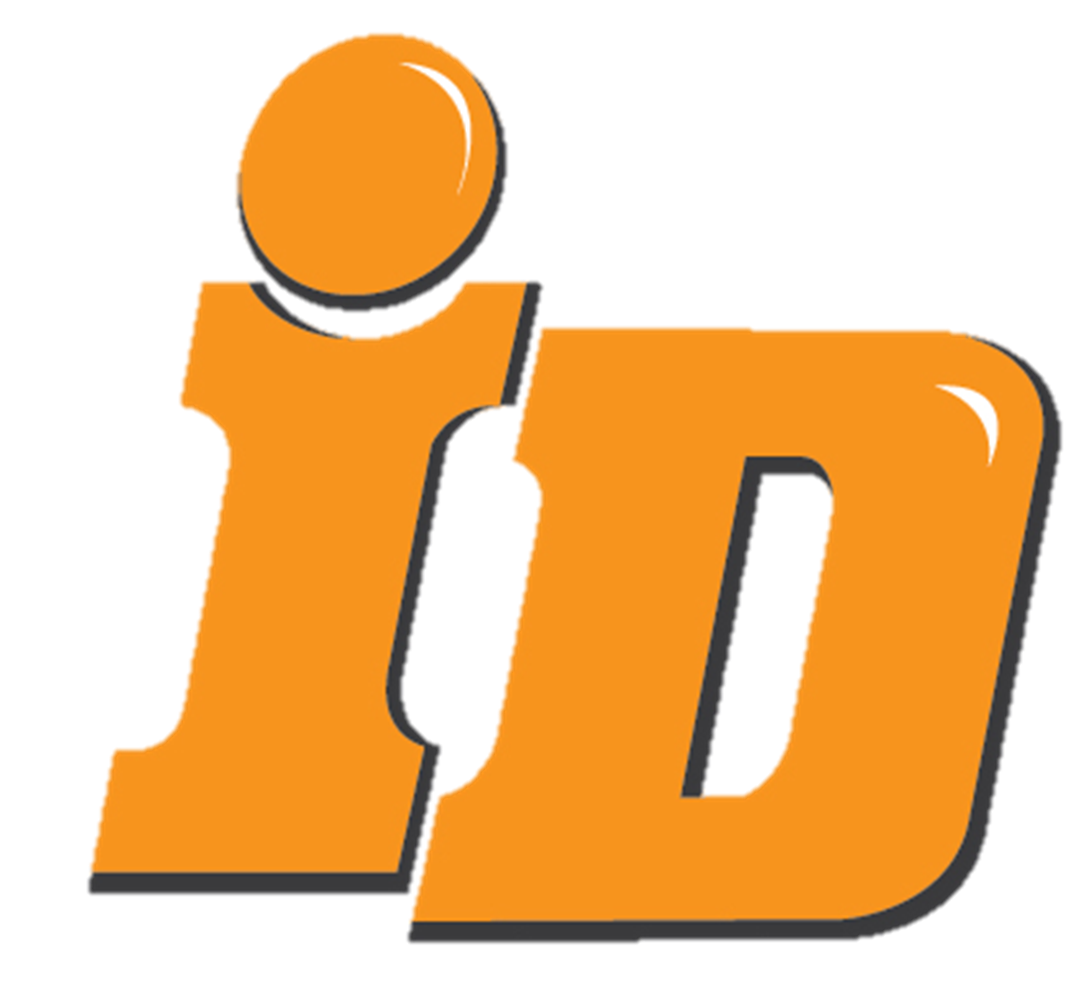
Izquierda Democrática tuvo la mayoría legislativa desde 1984 hasta 1990

En 1988, la ID obtenía la presidencia del país con Rodrigo Borja Cevallos mientras en el legislativo era la primera fuerza. Forma una alianza con Democracia Popular (DP), Partido Liberal Radical (PLRE) y el Frente Amplio de Izquierda (FADI) para elegir al democristiano Wilfrido Lucero como presidente del Congreso a la vez que escogen a los organismos de control y al Tribunal Supremo Electoral. La oposición era minoritaria por lo cual fue fácil pasar leyes del ejecutivo por el legislativo, pero esto terminó con las elecciones de 1992 cuando la ID pierde más de la mitad de sus escaños y los socialcristianos se vuelven mayoría en el Congreso. A pesar de esta complicación de las 69 leyes enviadas por el ejecutivo, 27 fueron aprobadas, siendo solo 4 las no aprobadas y el resto no llegaron a trámite, a la vez que llegó a haber 10 juicios políticos contra sus ministros.

### El gobierno en minoría de Durán-Ballén

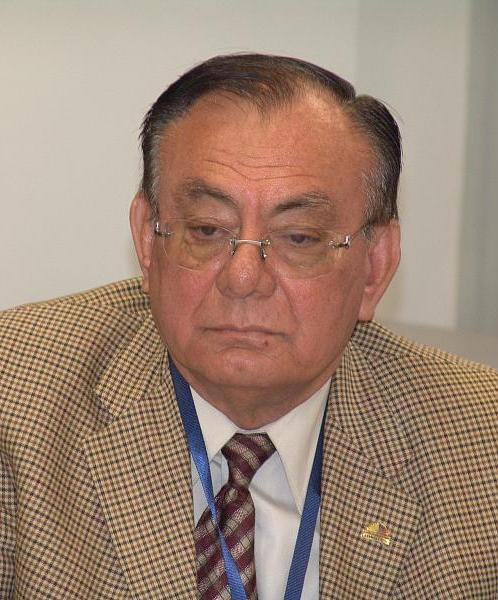
Humberto Guillem fue el último diputado del Partido Unidad Republicana electo en 1994

Sixto Durán-Ballén y el Partido Unidad Republicana (PUR) asumiría el poder en 1992 con una bancada de 12 diputados, siendo la tercera fuerza política del Congreso. Estos mientras los socialcristianos y roldosistas tenían una mayor fuerza, siendo estos los principales opositores, aunque con el Partido Social Cristiano mantuvieron cierta alianza. A pesar de que los socialcristianos fuesen la primera fuerza parlamentaria, la presidencia del Congreso quedó fuera de sus manos de este partido por los votos de Democracia Popular (DP), el Partido Roldosista (PRE), el Partido Unidad Republicana (PUR), Izquierda Democrática (ID), el Movimiento Popular Democrático (MPD), entre otros partidos que impidieron que Heinz Moeller tome el cargo y lo asuma Carlos Vallejo.  
A pesar de haber logrado poner al presidente del Congreso la situación no fue fácil para Durán-Ballén llegando a ser enjuiciado su vicepresidente Alberto Dahik, quien a pesar de esta vez haber ganado el juicio político, tuvo que dejar el cargo porque la Corte Suprema de Justicia emitió una orden de prisión en su contra. Para esa etapa la situación parlamentaria del PUR había empeorado con solo 2 diputados siendo el único elegido en las elecciones de 1994 por este partido el diputado Humberto Guillem.

### La destitución de Bucaram y la inestabilidad política

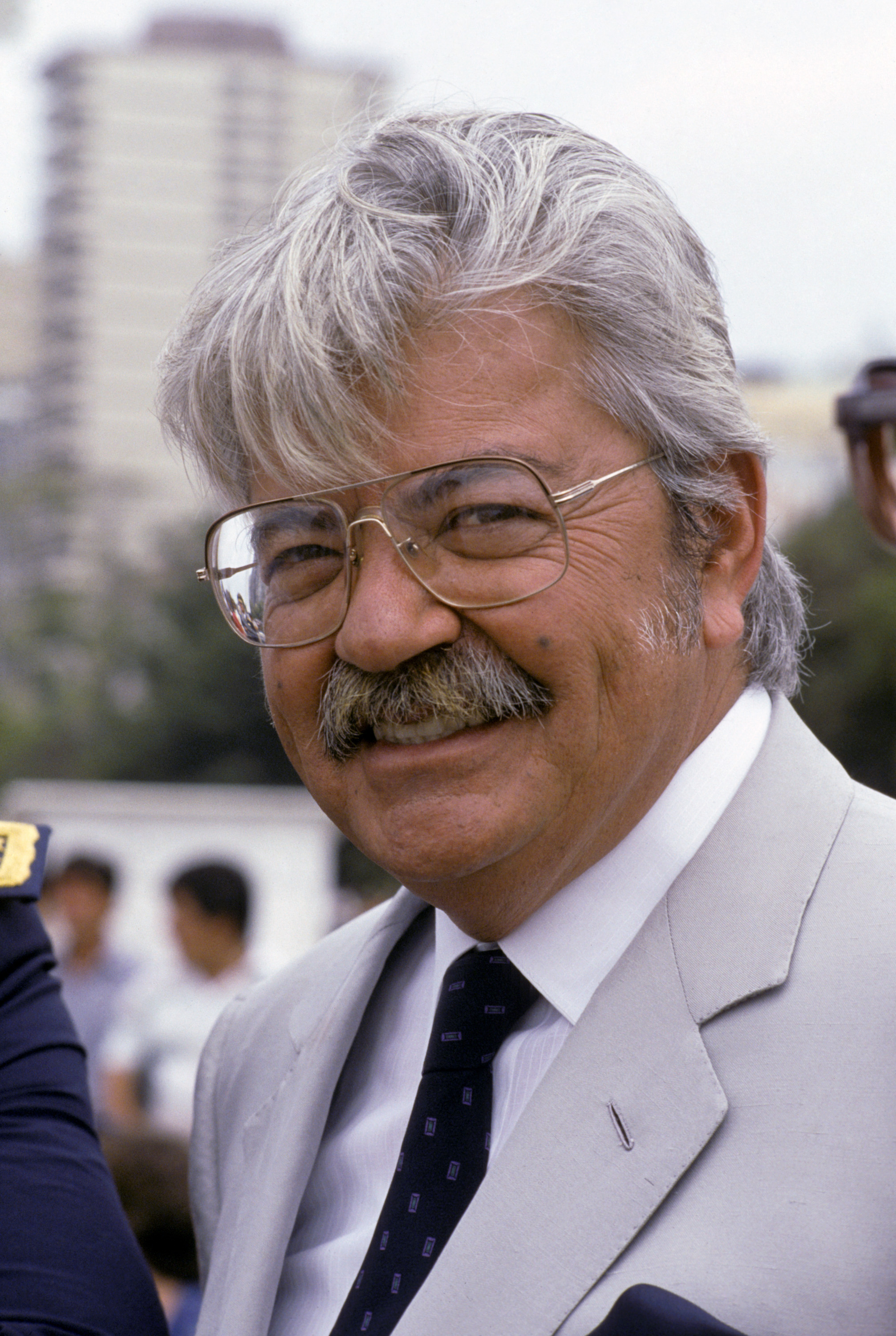
León Febres-Cordero, líder del Partido Social Cristiano el cual llegó a ser primera fuerza política de 1990 a 1998, y entre el 2003 y 2007.

El Partido Roldosista (PRE) asume el poder ejecutivo del país a la vez que es la segunda fuerza del Congreso. El PRE se alía al Frente Radical Alfarista (FRA) para otorgar a Fabián Alarcón la presidencia del Congreso. Las acusaciones de corrupción junto con las medidas y las actitudes de Abdalá Bucaram provocaron el fin de su gobierno con masivas protestas y gran parte de los partidos del Congreso en su contra. Las designación de Alarcón como presidente y luego de Rosalía Arteaga Serrano provocó lo que se llamó la noche de los tres presidentes en la que al final quedó Alarcón al mando llamándose a su vez a una Asamblea Constituyente.
En 1998 se convoca a nuevas elecciones para el Congreso donde Democracia Popular (DP) obtiene la mayoría, iniciando desde esa legislatura a funcionar mayorías móviles donde el partido de gobierno pacta con distintas formaciones de acuerdo al momento, tras haber dejado la aplanadora con el Partido Social Cristiano y el Frente Radical Alfarista formada en la Constituyente. A inicios del 2000, con el resto de partidos en la oposición, el régimen quedó debilitado y Mahuad sería destituido por el Congreso tras las movilizaciones. Un año antes de esto había sido asesinado el primer diputado afroecuatoriano, Jaime Hurtado.
Con Gustavo Noboa en el poder, la Democracia Popular (DP) quedó fraccionada mientras el nuevo presidente se aliaba al Partido Social Cristiano, Partido Roldosista, y Frente Radical Alfarista para continuar con la dolarización del país. Llegado el año 2003, no se llegó a nombrar desde el inicio al presidente del legislativo a los socialcristianos decidir abstenerse de designar a uno de su tienda política cuando le tocaba como primera fuerza política. Finalmente el vicepresidente del parlamento, Guillermo Landázuri, fue titularizado para continuar con la funciones del legislativo entre las cuales estaba la posesión de Lucio Gutiérrez.
Con Gutiérrez las mayorías móviles continuaron llegado a acuerdos con distintos partidos políticos para realizar cambios ya sea en las Corte Suprema de Justicia o el Tribunal Supremo Electoral. Llegó a acordar con el Partido Social Cristiano, el Partido Renovador Institucional Acción Nacional y el Partido Roldosista, siendo el último con el que sucedió el caso más conocido, la Pichicorte, la cual terminó con su gobierno al retorno Bucaram causar descontento.

### Crisis legislativa de 2007 y fin de funciones
En el 2006 se realizaron las últimas elecciones para un Congreso donde el partido ganador de las presidenciales no dio candidatos al órgano legislativo por lo cual el gobierno estaba sin representantes para aprobar la formación de una Constituyente en este órgano. El Congreso se dividió en grupos anti-constituyente y constituyente, acto que finalmente acabó en la remoción por parte del Tribunal Supremo Electoral de los diputados anti-constituyente. Con la constituyente iniciada el Congreso dejó de funcionar y más tarde desaparecería de la Constitución y sería reemplazada por la Asamblea Nacional.

## Estructura y competencias

### Competencias
El Congreso Nacional representó la función legislativa del estado ecuatoriano que entre sus competencias según los artículos de la Constitución de 1979 tenía:
- Nombrar de entre sus miembros al Presidente y Vicepresidente del Congreso, quienes durarán un año en sus funciones.
- Posesionar al Presidente y al Vicepresidente de la República proclamados electos por el Tribunal Supremo Electoral.
- Interpretar la Constitución y las Leyes así como también; expedir, reformar y derogar las Leyes.
- Establecer, modificar o suprimir impuestos, tasas u otros ingresos públicos.
- Fiscalizar  los actos de la Función Ejecutiva y demás órganos del poder público y conocer los informes que le sean presentados por sus titulares.
- Proceder al  enjuiciamiento político durante el ejercicio de sus funciones, y hasta un año después de terminadas de los diferentes servidores públicos
- Conocer y resolver sobre las excusas y renuncias del Presidente y el Vicepresidente de la República y de los magistrados o miembros y funcionarios de cortes, tribunales y organismos a que se refiere la letra anterior, con excepción de los Ministros de Estado.
- Aprobar o desaprobar los tratados públicos y demás convenciones internacionales.

Además de este el Congreso tenía la capacidad de nombrar a las siguientes autoridades:
- Contralor general del Estado
- Superintendente de Bancos
- Superintendente de Compañías
- Superintendente de Telecomunicaciones
- Procurador general
- Ministro fiscal
- Miembros del Tribunal de Garantías Constitucionales
- Miembros del Tribunal Supremo Electoral
- Jueces de la Corte Suprema de Justicia

### Estructura

#### Plenario de las comisiones legislativas
Era un órgano del Congreso, presidido por su presidente y los legisladores elegidos para integrarla en forma proporcional a la representación que hayan alcanzado los diferentes partidos políticos y los no afiliados dentro del Congreso. Este organismo asume ciertos poder del Congreso durante los recesos de este como es el caso de aceptación de proyectos de ley

#### Comisiones legislativas
El Congreso Nacional constituía cinco Comisiones Legislativas, integradas con siete legisladores cada una. Estas Comisiones se ocupaban, respectivamente:
- De lo Civil y lo Penal
- De lo Laboral y lo Social
- De lo Tributario, Fiscal, Bancario y de Presupuesto
- De lo Económico, Agrario, Industrial y Comercial
- De Gestión Pública y Régimen Seccional.

### Composición
El artículo 127 de la Constitución establece que los diputados son elegidos por un período de cuatro años y que, para ser candidato, una persona debe cumplir las siguientes condiciones: ser ecuatoriano, tener más de 25 años, disfrutar de los derechos políticos y ser de la provincia a la que se representa habiendo residido allí continuamente durante al menos tres años. No podían desempeñar ningún cargo público, con excepción de la docencia universitaria, ni ejercer su profesión durante el período de sesiones del Congreso Nacional o del Plenario de las Comisiones Legislativas.

#### Por provincias
Originalmente en la Constitución de 1979 se indicaba que estaría integrada por 12 diputados; dos representantes elegidos por cada provincia, a excepción de las de menos de cien mil habitantes, que eligen uno; y, además, por un representante elegido por cada trescientos mil habitantes o fracción que pase de doscientos mil. Con el Artículo 126 de la Constitución de 1998, el Congreso sería compuesto por dos diputados para cada una de las 22 provincias del país, más un asiento adicional por cada 200,000 habitantes. 
| Provincia        | Escaños   | Escaños   | Escaños   | Escaños   | Escaños   | Escaños   |
| Provincia        | 1984-1990 | 1990-1992 | 1992-1996 | 1996-1998 | 1998-2003 | 2003-2007 |
| ---------------- | --------- | --------- | --------- | --------- | --------- | --------- |
| Nacional         | 12        | 12        | 12        | 12        | 20        |           |
| Azuay            | 3         | 3         | 4         | 4         | 5         | 5         |
| Bolívar          | 2         | 2         | 2         | 2         | 3         | 3         |
| Cañar            | 2         | 2         | 2         | 2         | 3         | 3         |
| Carchi           | 2         | 2         | 2         | 2         | 3         | 3         |
| Chimborazo       | 3         | 3         | 3         | 3         | 3         | 4         |
| Cotopaxi         | 3         | 3         | 3         | 3         | 4         | 4         |
| El Oro           | 3         | 3         | 3         | 3         | 5         | 4         |
| Esmeraldas       | 3         | 3         | 3         | 3         | 4         | 4         |
| Galápagos        | 1         | 1         | 1         | 2         | 2         | 2         |
| Guayas           | 9         | 9         | 10        | 10        | 18        | 18        |
| Imbabura         | 3         | 3         | 3         | 3         | 3         | 3         |
| Loja             | 3         | 3         | 3         | 3         | 4         | 4         |
| Los Ríos         | 3         | 3         | 4         | 4         | 5         | 5         |
| Manabí           | 5         | 5         | 5         | 5         | 8         | 8         |
| Morona Santiago  | 1         | 1         | 1         | 2         | 3         | 2         |
| Napo             | 2         | 2         | 2         | 2         | 3         | 2         |
| Pastaza          | 1         | 1         | 1         | 2         | 2         | 2         |
| Pichincha        | 6         | 6         | 8         | 8         | 14        | 14        |
| Tungurahua       | 3         | 3         | 3         | 3         | 4         | 4         |
| Zamora Chinchipe | 1         | 1         | 1         | 2         | 2         | 2         |
| Sucumbíos        |           | 1         | 1         | 2         | 3         | 2         |
| Orellana         |           |           |           |           |           | 2         |
| Total            | 71        | 72        | 77        | 82        | 121       | 100       |

#### Por partidos políticos
Dentro del Congreso las diferentes fuerzas políticas han sufrido cambios dentro del número de diputados. Los partidos que más importantes en el periodo del Congreso fueron la Izquierda Democrática, el Partido Social Cristiano, Democracia Popular-Unión Demócrata Cristiana y el Partido Roldosista Ecuatoriano que junto al con el Movimiento Popular Democrático, el Frente Radical Alfarista y la Concentración de Fuerzas Populares, tuvieron presencia en la gran mayoría de los períodos legislativos.
Los cambios dentro del número de escaños se ha debido según líderes políticos como Lenin Hurtado a causa que:

"En el Ecuador, es históricamente incontrovertible, que tras el auge de la figura del caudillo de turno, la incidencia de los partidos políticos se ha visto seriamente afectada."
Lenin Hurtado

 Por ese motivo en las primeras elecciones de 1979, en las que ganó Jaime Roldós por el CFP, el partido obtuvo una mayoría absoluta, pero tras la muerte de Roldós este partido se fue debilitando llegando en 1984 a su bancada reducirse a solo 7 diputados. Para ese mismo año fue la ID de Rodrigo Borja la que tuvo más presencia con 24 diputados, junto con el PSC de León Febres-Cordero, quien era en ese entonces el presidente del Ecuador. En 1988, la victoria de Borja generó una de la segunda más amplia banca que tuvo el Congreso con 29 diputados de la ID, los cuales se reducirian a 8 en 1992 con el ascenso de Sixto Durán-Ballén que obtendría 12 diputados para el PUR. En 1996 el PRE obtendría 19 diputados, pero no sería la mayor fuerza del legislativo, ya que el PSC obtendría ese año 24 diputados con los cuales apoyarían la salida de Abdalá Bucaram de la presidencia. Para el 1998 sería Jamil Mahuad electo presidente del país con lo cual su partido DP-UDC llegaría a 36 diputados de 121. Más tarde la llegada de Lucio Gutiérrez en el 2002 le daría al PSP 6 escaños pero más tarde en 2006 llegaría a obtener 24 diputados, mientras el PRIAN de Álvaro Noboa obtenía 28 diputados a raíz que su líder llegó a segunda vuelta.
| Partido/Movimiento                                      | Porcentaje Máximo de Escaños | Porcentaje Máximo de Escaños | Porcentaje Máximo de Escaños | Porcentaje Mínimo de Escaños | Porcentaje Mínimo de Escaños | Porcentaje Mínimo de Escaños | Año de Fundación | Año de Disolución |
| Partido/Movimiento                                      | %                            | %                            | Elección                     | %                            | %                            | Elección                     | Año de Fundación | Año de Disolución |
| ------------------------------------------------------- | ---------------------------- | ---------------------------- | ---------------------------- | ---------------------------- | ---------------------------- | ---------------------------- | ---------------- | ----------------- |
| Concentración de Fuerzas Populares (CFP)                | 42,03%                       | 29/69                        | 1979                         | 0,83%                        | 1/121                        | 1998                         | 1949             | 2014              |
| Izquierda Democrática (ID)                              | 40,85%                       | 29/71                        | 1988                         | 4,88%                        | 4/82                         | 1996                         | 1970             |                   |
| Partido Social Cristiano (PSC)                          | 33,77%                       | 26/77                        | 1994                         | 4,35%                        | 3/69                         | 1979                         | 1951             |                   |
| Democracia Popular - Unión Demócrata Cristiana (DP-UDC) | 29,75%                       | 36/121                       | 1998                         | 4,00%                        | 4/100                        | 2002                         | 1977             | 2013              |
| Partido Renovador Institucional Acción Nacional (PRIAN) | 28,00%                       | 28/100                       | 2006                         | 10,00%                       | 10/100                       | 2002                         | 2002             | 2014              |
| Partido Roldosista Ecuatoriano (PRE)                    | 24,68%                       | 19/77                        | 1996                         | 4,23%                        | 3/71                         | 1984                         | 1983             | 2014              |
| Partido Sociedad Patriótica 21 de Enero (PSP)           | 24,00%                       | 24/100                       | 2006                         | 6,00%                        | 6/100                        | 2002                         | 2002             |                   |
| Partido Unidad Republicana (PUR)                        | 15,58%                       | 12/77                        | 1992                         | 2,60%                        | 2/77                         | 1994                         | 1991             | 1996              |
| Partido Conservador Ecuatoriano (PCE)                   | 14,49%                       | 10/69                        | 1979                         | 1,41%                        | 1/71                         | 1986                         | 1869             | 2002              |
| Partido Socialista Ecuatoriano (PSE)                    | 11,11%                       | 8/72                         | 1990                         | 1,30%                        | 1/77                         | 1994                         | 1926             | 1995              |
| Movimiento Popular Democrático (MPD)                    | 10,39%                       | 8/77                         | 1994                         | 1,39%                        | 1/72                         | 1990                         | 1978             | 2014              |
| Movimiento de Unidad Plurinacional Pachakutik (MUPP)    | 9,09%                        | 7/77                         | 1996                         | 5,79%                        | 7/121                        | 1998                         | 1995             |                   |
| Frente Radical Alfarista (FRA)                          | 8,45%                        | 6/71                         | 1984                         | 1,30%                        | 1/77                         | 1992                         | 1972             | 2007              |
| Partido Demócrata (PD)                                  | 8,45%                        | 6/71                         | 1984                         | 1,41%                        | 1/71                         | 1986                         | 1980             | 1988              |
| Partido Liberal Radical Ecuatoriano (PLRE)              | 5,80%                        | 4/69                         | 1979                         | 1,30%                        | 1/77                         | 1994                         | 1896             | 2002              |
| Frente Amplio de Izquierda (FADI)                       | 4,23%                        | 3/71                         | 1986                         | 1,45%                        | 1/69                         | 1979                         | 1979             | 1995              |
| Partido Socialista - Frente Amplio (PS-FA)              | 3,00%                        | 3/100                        | 2002                         | 1,00%                        | 1/100                        | 2006                         | 1995             |                   |

## Períodos legislativos
| #    | Funciones                                    | Primera Fuerza Política (Bajo Mayoría Simple) | Primera Fuerza Política (Bajo Mayoría Simple) | Primera Fuerza Política (Bajo Mayoría Simple) | Alianza Gubernamental                                         | Alianza Gubernamental | Grupo Opositor                                                     | Grupo Opositor |
| #    | Funciones                                    | Partido                                       | Partido                                       | Posición                                      | Alianza Gubernamental                                         | Alianza Gubernamental | Grupo Opositor                                                     | Grupo Opositor |
| ---- | -------------------------------------------- | --------------------------------------------- | --------------------------------------------- | --------------------------------------------- | ------------------------------------------------------------- | --- | ------------------------------------------------------------------ | --- |
| II   | 10 de agosto de 1984 - 9 de agosto de 1988   |                                               | ID                                            | Oposición                                     |                                                               | PSC + PCE + PLRE + PNR + FRA + CFP 1º Bienio: 29 dip. (40.84%) 2º Bienio: 30 dip. (42.25%)                                                                            |                                                                    | ID + DP + PD + FADI + MPD + PSE + PRE 1º Bienio: 42 dip. (59.15%) - Mayoría 2º Bienio: 41 dip. (57.75%) - Mayoría |
| III  | 10 de agosto de 1988 - 9 de agosto de 1992   |                                               | ID (1º B.)                                    | Oficialista                                   |                                                               | ID + DP + PLRE + FADI + FRA (desde 1991) 1º Bienio: 39 dip. (54.93%) - Mayoría 2º Bienio: 26 dip. (36.63%) Desde 1991: 29 dip. (39.44%)                               |                                                                    | PSC + PRE + CFP + PSE + MPD + FRA (hasta 1991) + PCE 1º Bienio: 32 dip. (45.07%) 2º Bienio: 46 dip. (64.79%) - Mayoría Desde 1991: 29 dip. (60.56%) - Mayoría                                                              |
| III  | 10 de agosto de 1988 - 9 de agosto de 1992   |                                               | PSC (2º B.)                                   | Oposición                                     |                                                               | ID + DP + PLRE + FADI + FRA (desde 1991) 1º Bienio: 39 dip. (54.93%) - Mayoría 2º Bienio: 26 dip. (36.63%) Desde 1991: 29 dip. (39.44%)                               |                                                                    | PSC + PRE + CFP + PSE + MPD + FRA (hasta 1991) + PCE 1º Bienio: 32 dip. (45.07%) 2º Bienio: 46 dip. (64.79%) - Mayoría Desde 1991: 29 dip. (60.56%) - Mayoría                                                              |
| IV   | 10 de agosto de 1992 - 9 de agosto de 1996   |                                               | PSC                                           | Oposición                                     |                                                               | PUR + PCE 1º Bienio: 17 dip. (22.07%) 2º Bienio: 9 dip. (11.68%) |                                                                    | PSC + PRE + ID + DP + MPD + PSE + PLRE + CFP + FRA + PLN 1º Bienio: 60 dip. (77.92%) - Mayoría 2º Bienio: 68 dip. (88.31%) - Mayoría                                                                                       |
| V    | 10 de agosto de 1996 - 9 de agosto de 1998   |                                               | PSC                                           | Oposición                                     |                                                               | PRE + DP (1996) + FRA (1996) + APRE + CFP 1996: 36 dip. (46.75%) 1997: 22 dip (28.57%)                                                                                |                                                                    | PSC + MUPP-NP + ID + PCE + MPD + MLP + DP (1997) + FRA (1997) 1996: 41 dip. (53.25%) - Mayoría 1997: 55 dip. (71.43%) - Mayoría                                                                                            |
| V    | 10 de agosto de 1996 - 9 de agosto de 1998   | Aliado                                        | PSC                                           |                                               | FRA + PSC + DP 37 dip. (48.05%)                               | | PRE + MUPP-NP + ID + PCE + MPD + MLP + APRE + CFP 39 dip. (50.65%) | |
| VI   | 10 de agosto de 1998 - 4 de enero de 2003    |                                               | DP                                            | Oficialista                                   |                                                               | DP + PSC (1998) + FRA (1998-1999) + ID (1999) 1998: 65 dip. (53.71%) - Mayoría 1990: 55 dip (45.45%) 2000: 36 dip (29.75%)                                            |                                                                    | PSC (desde 1999) + PRE + ID (1998 y 2000) + MUPP-NP + PCE + MPD + CFP + MCNP + FRA (2000) 1998: 56 dip. (46.28%) 1999: 66 dip (54.55%) - Mayoría 2000: 85 dip (70.25%) - Mayoría                                           |
| VI   | 10 de agosto de 1998 - 4 de enero de 2003    |                                               | DP                                            | Oficialista                                   |                                                               | DP + PSC (1998) + FRA (1998-1999) + ID (1999) 1998: 65 dip. (53.71%) - Mayoría 1990: 55 dip (45.45%) 2000: 36 dip (29.75%)                                            |                                                                    | PSC (desde 1999) + PRE + ID (1998 y 2000) + MUPP-NP + PCE + MPD + CFP + MCNP + FRA (2000) 1998: 56 dip. (46.28%) 1999: 66 dip (54.55%) - Mayoría 2000: 85 dip (70.25%) - Mayoría                                           |
| VI   | 10 de agosto de 1998 - 4 de enero de 2003    |                                               | DP                                            | Oficialista                                   | DP + PRE + PSC + FRA 89 dip. (73.55%) - Mayoría               | | ID + MUPP-NP + PCE + MPD + CFP + MCNP 32 dip. (26.45%)             | |
| VII  | 5 de enero de 2003 - 4 de enero de 2007      |                                               | PSC                                           | Oposición (2003)                              |                                                               | PSP + PSC (2003-2004) + PRE (2004-2005) + MUPP-NP (2003) + PRIAN (2004-2005) + MPD (2003) 2003: 20 dip (20.00%) 2003-2004: 31 dip (31.00%) 2004-2005: 31 dip (31.00%) |                                                                    | PSC (2003 y 2005) + ID + PRE (2003-2004) + MUPP-NP (2003-2005) +PRIAN (2003-2004) + DP + PS-FA + MPD (2004-2005) 2003: 80 dip (80.00%) - Mayoría 2003-2004: 69 dip (69.00%) - Mayoría 2004-2005: 69 dip (69.00%) - Mayoría |
| VII  | 5 de enero de 2003 - 4 de enero de 2007      | Aliado (2003-2004)                            | PSC                                           |                                               |                                                               | PSP + PSC (2003-2004) + PRE (2004-2005) + MUPP-NP (2003) + PRIAN (2004-2005) + MPD (2003) 2003: 20 dip (20.00%) 2003-2004: 31 dip (31.00%) 2004-2005: 31 dip (31.00%) |                                                                    | PSC (2003 y 2005) + ID + PRE (2003-2004) + MUPP-NP (2003-2005) +PRIAN (2003-2004) + DP + PS-FA + MPD (2004-2005) 2003: 80 dip (80.00%) - Mayoría 2003-2004: 69 dip (69.00%) - Mayoría 2004-2005: 69 dip (69.00%) - Mayoría |
| VII  | 5 de enero de 2003 - 4 de enero de 2007      | Oposición (2004-2005)                         | PSC                                           |                                               |                                                               | PSP + PSC (2003-2004) + PRE (2004-2005) + MUPP-NP (2003) + PRIAN (2004-2005) + MPD (2003) 2003: 20 dip (20.00%) 2003-2004: 31 dip (31.00%) 2004-2005: 31 dip (31.00%) |                                                                    | PSC (2003 y 2005) + ID + PRE (2003-2004) + MUPP-NP (2003-2005) +PRIAN (2003-2004) + DP + PS-FA + MPD (2004-2005) 2003: 80 dip (80.00%) - Mayoría 2003-2004: 69 dip (69.00%) - Mayoría 2004-2005: 69 dip (69.00%) - Mayoría |
| VII  | 5 de enero de 2003 - 4 de enero de 2007      | Aliado (2005-2007)                            | PSC                                           |                                               | PSC + ID + MUPP-NP + DP 56 dip (56.00%)                       | | PRE + PRIAN + PS-FA + MPD 44 dip (44.00%)                          | |
| VIII | 5 de enero de 2007 - 29 de noviembre de 2007 |                                               | PRIAN                                         | Oposición                                     | Constituyente                                                 | Constituyente | Anti-constituyente                                                 | Anti-constituyente |
| VIII | 5 de enero de 2007 - 29 de noviembre de 2007 |                                               | PRIAN                                         | Oposición                                     | ID + PRE + MUPP-NP + MPD + RED + PS-FA + MCNP 29 dip (29.00%) | | PRIAN + PSP + PSC + UDC 70 dip (70.00%) - Mayoría                  | |